# 다키이역
다키이역(일본어: 滝井駅)은 일본 오사카부 모리구치시에 위치한 게이한 전기철도 게이한 본선의 역이다. 역 번호는 KH09이다.

## 역사
- 1931년 10월 14일: 게이한 본선의 가모(현, 교바시)역 ~ 모리구치 (현, 모리구치시)역간 전용궤도화와 동시에 영업 개시.
- 1933년 12월 29일: 복선화.
- 1943년 10월 1일: 회사 합병에 의해 게이한신 급행전철의 역이 됨.
- 1949년 12월 1일: 회사 분할에 의해 게이한 전기철도의 역이 됨.
- 1989년: 중앙광장의 개수공사 준공.
- 1993년
  - 1월 27일: 8량화에 대응하기 위한 승강장 확장 공사가 완성.
  - 4월 1일: 서쪽 출입구 신설.
- 2002년 3월 1일: 휠체어 전용 엘리베이터 2기 및 다목적화장실 설치.
- 2014년 3월 29일: 승강장에 이상 통보 장치 설치.
- 2016년 10월 31일: 대합실에 여객 안내 장치 설치.

## 역 구조
통과선 2개를 끼고 상대식 승강장 2면 2선의 고가역에서 개찰구 층은 지평에 있는 개찰구와 승강장 사이로는 계단 외에 신체 장애자 대응 엘리베이터가 설치되어 있다. 개찰구는 동서로 각각 1곳씩 마련되어 있다. 인근의 당역이나 센바야시 역은 400m 거리를 두고 있다. 전후의 역처럼 통과선(A선)은 승강장이 없고 바깥 2선(B선)에만 승강장이 있다.
과거 니시구치(간사이 의대 병원 쪽)은 평일 아침만 개설되었다가, 나중에 종일 개설되었다. 메인 입구는 오사카 방면 승강장 쪽(동쪽 출입구)이다. 그래서 서쪽 출입구에는 원래 창구가 설치되지 않았다.

### 승강장
| 번호 | 노선          | 방향 | 행선                                            |
| ---- | ------------- | ---- | ----------------------------------------------- |
| 1    | ■ 게이한 본선 | 상행 | 모리구치시・히라카타시・산조・데마치야나기 방면 |
| 2    | ■ 게이한 본선 | 하행 | 교바시・요도야바시・나카노시마 선 방면          |

※ 두 승강장의 유효 길이는 8량 편성이다. 1,2번 선의 사이에 통과선(A선)이 있다.

## 이용 현황
| 연도별 1일 평균 하차 승차 인원 | 연도별 1일 평균 하차 승차 인원 | 연도별 1일 평균 하차 승차 인원 | 연도별 1일 평균 하차 승차 인원 |
| 연도                           | 특정일                         | 특정일                         |                                |
| 연도                           | 하차 인원                      | 승차 인원                      |                                |
| ------------------------------ | ------------------------------ | ------------------------------ | ------------------------------ |
| 1995년                         | 13,482                         | 6,615                          |                                |
| 1996년                         | -                              | -                              |                                |
| 1997년                         | -                              | -                              |                                |
| 1998년                         | 11,932                         | 6,001                          |                                |
| 1999년                         | -                              | -                              |                                |
| 2000년                         | 11,704                         | 5,762                          |                                |
| 2001년                         | -                              | -                              |                                |
| 2002년                         | 10,688                         | 5,302                          |                                |
| 2003년                         | 10,624                         | 5,289                          |                                |
| 2004년                         | 10,927                         | 5,394                          |                                |
| 2005년                         | 11,046                         | 5,480                          |                                |
| 2006년                         | 8,421                          | 4,248                          |                                |
| 2007년                         | 8,074                          | 4,032                          |                                |
| 2008년                         | 7,951                          | 3,991                          |                                |
| 2009년                         | 8,493                          | 4,265                          |                                |
| 2010년                         | 8,293                          | 4,156                          |                                |
| 2011년                         | 7,844                          | 3,956                          |                                |
| 2012년                         | 7,820                          | 3,903                          |                                |
| 2013년                         | 7,010                          | 3,516                          |                                |
| 2014년                         | 7,117                          | 3,609                          |                                |
| 2015년                         | 7,389                          | 3,731                          |                                |

## 역 주변
- 간사이 의과 대학 종합 의료 센터
- 오사카 국제 다키이 고등학교
- 모리구치 시립 다키이 초등학교
- 다키이 다람쥐 공원
- 야와타 대신궁

## 사진

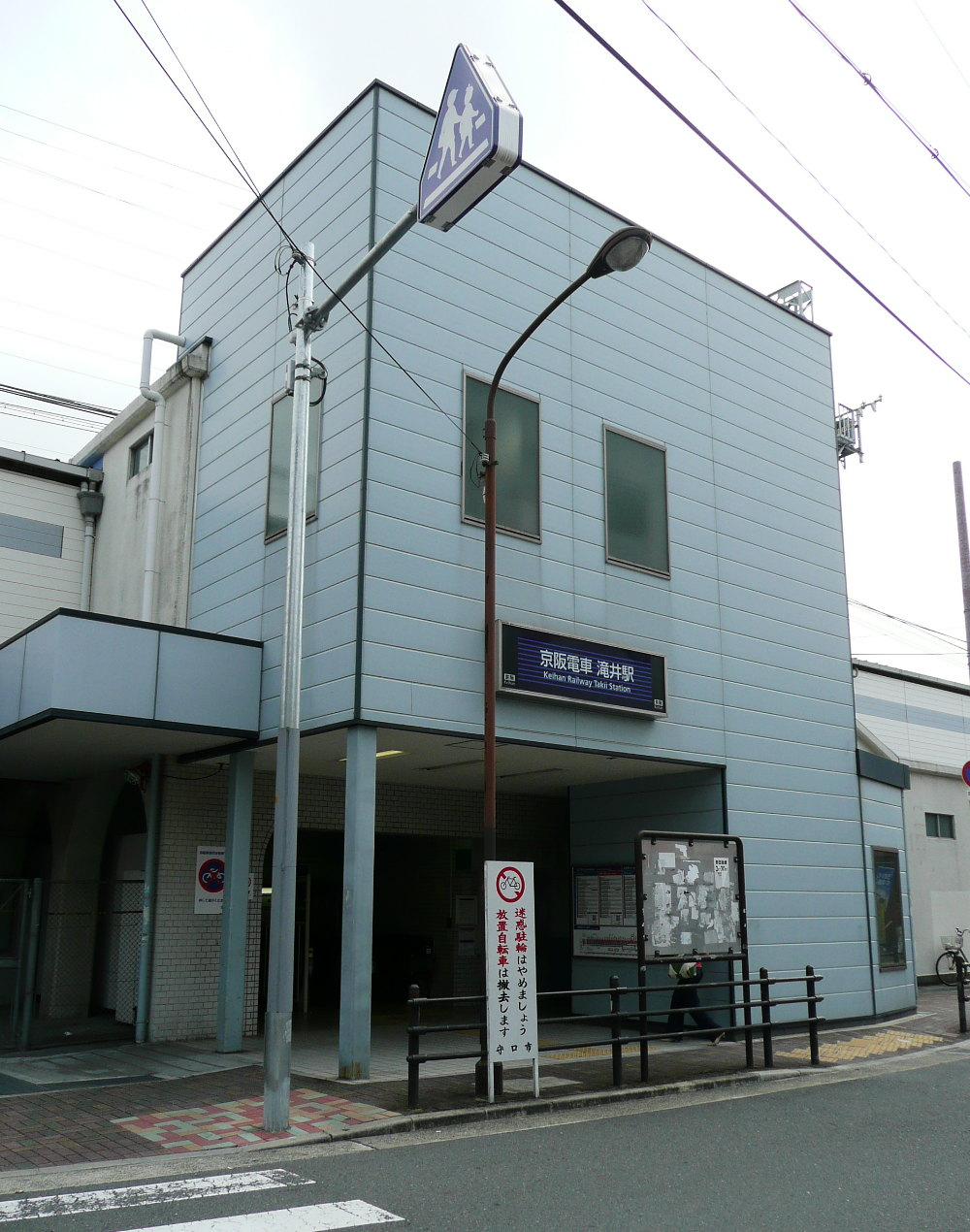
서쪽 출입구

## 인접역
| 게이한 전기철도 ■ 게이한 본선 | 게이한 전기철도 ■ 게이한 본선 | 게이한 전기철도 ■ 게이한 본선 |
| ----------------------------- | ----------------------------- | ----------------------------- |
| KH08 센바야시 요도야바시 방면 | ■ 보통                        | 도이 KH10 데마치야나기 방면   |